# Championnats d'Afrique de natation 1974
Navigation
Tunis 1977
La 1re édition des championnats d'Afrique de natation se déroule au Caire en Égypte du 29 septembre au 3 octobre 1974. 98 nageurs provenant de sept nations participent à ces championnats.

## Podiums
Le palmarès n'est pas complet (19 épreuves/22).

### Hommes
| Épreuves               | Or                                  | Argent                                                      | Bronze                                |
| Nage libre             | Nage libre                          | Nage libre                                                  | Nage libre                            |
| ---------------------- | ----------------------------------- | ----------------------------------------------------------- | ------------------------------------- |
| 100 m                  | Alaa Gabr (EGY) 55 s 2              | Ali Kenawi (EGY) 55 s 9                                     | Ali Gharbi (TUN) 55 s 9               |
| 200 m                  | Ali Gharbi (TUN) 2 min 0 s 4        | Ali Kenawi (EGY) 2 min 23 s 3                               | Cherif Chenaoui (EGY) 2 min 5 s 4     |
| 400 m                  | Ali Gharbi (TUN) 4 min 27 s 4       | Cherif Chenaoui (EGY) 4 min 31 s 1                          | S. Mursi (EGY) 4 min 39 s 1           |
| Brasse                 |                                     |                                                             |                                       |
| 100 m                  | Mohamed Jalel Frej (EGY) 1 min 15 s | Ouebbi Chedli (MAR) 1 min 15 s 4                            | Abderrahmane Achir (ALG) 1 min 16 s 5 |
| 200 m                  | Ali Kenawi (EGY) 2 min 46 s 1       | Ouebbi Chedli (MAR) 2 min 47 s 3                            | Mouloud Oumamar (ALG) 2 min 48 s 03   |
| Papillon               |                                     |                                                             |                                       |
| 100 m                  | Ali Gharbi (TUN) 1 min 01 s 7       | Amin Ahmed Adel Youssef (EGY) Ali Kenawi (EGY) 1 min 02 s 5 | Abderrahmane Achir (ALG) 1 min 03 s 9 |
| 200 m                  | Ali Gharbi (TUN) 2 min 19 s 1       | Cherif Chenaoui (EGY) 2 min 21 s 2                          | H. Mansour (EGY) 2 min 28 s 0         |
| Dos                    |                                     |                                                             |                                       |
| 100 m                  | Ali Gharbi (TUN) 1 min 3 s 2        | Amin Ahmed Adel Youssef (EGY) 1 min 5 s 4                   | P. Ckuma (NGA) 1 min 9 s 1            |
| 200 m                  | Ali Gharbi (TUN) 2 min 23 s 1       | Amin Ahmed Adel Youssef (EGY) 2 min 25 s 9                  | Tarek El-Ghitani (EGY) 2 min 31 s     |
| Quatre nages           |                                     |                                                             |                                       |
| 200 m                  | Ali Kenawi (EGY) 2 min 18 s 8       | Ali Gharbi (TUN)                                            |                                       |
| Relais                 |                                     |                                                             |                                       |
| 4 x 100 m nage libre   | Égypte 3 min 45 s 5                 | Tunisie 3 min 54 s 5                                        | Algérie 3 min 58 s 4                  |
| 4 x 100 m quatre nages | Égypte 4 min 19 s 9                 | Tunisie 4 min 30 s 1                                        | Algérie 4 min 33 s 4                  |

### Femmes
| Épreuves             | Or                                | Argent                             | Bronze                             |
| Nage libre           | Nage libre                        | Nage libre                         | Nage libre                         |
| -------------------- | --------------------------------- | ---------------------------------- | ---------------------------------- |
| 100 m                | Meriem Mizouni (TUN) 1 min 33 s 8 | Ahlem Gheribi (TUN) 1 min 7 s 2    | Lamia Zaki (EGY) 1 min 7 s 9       |
| 200 m                | Meriem Mizouni (TUN) 2 min 17 s 8 | Faten Afifi (EGY) 2 min 25 s 2     | Youna Shenawi (EGY) 2 min 28 s 9   |
| Brasse               |                                   |                                    |                                    |
| 200 m                | Youna Shenawi (EGY) 2 min 59 s 2  | Dalila Berriche (TUN) 3 min 5 s 9  | M. Mourad (EGY) 3 min 7 s 0        |
| Papillon             |                                   |                                    |                                    |
| 100 m                | Faten Afifi (EGY) 1 min 10 s 8    | Meriem Mizouni (TUN) 1 min 13 s 8  | Nadia Bathouche (ALG) 1 min 15 s 5 |
| Dos                  |                                   |                                    |                                    |
| 100 m                | Youna Shenawi (EGY) 1 min 34 s 1  | Dalila Berriche (TUN) 1 min 37 s 1 | Rouyal (NGA) 1 min 38 s 1          |
| Quatre nages         |                                   |                                    |                                    |
| 200 m                | Meriem Mizouni (TUN) 2 min 38 s 0 | Youna Shenawi (EGY) 2 min 41 s 8   | Faten Afifi (EGY) 2 min 42 s 4     |
| Relais               |                                   |                                    |                                    |
| 4 x 100 m nage libre | Tunisie 4 min 26 s 7              | Égypte 4 min 30 s 0                | Nigeria 4 min 55 s 5               |